# Gentiluomo di Sua Santità
Ein Gentiluomo di Sua Santità (deutsch „Edelmann Seiner Heiligkeit“; Plural Gentiluomini di Sua Santitá, deutsch „Edelmänner Seiner Heiligkeit“ bzw. „Edelleute Seiner Heiligkeit“) ist ein ranghoher ehrenamtlicher Laienmitarbeiter des päpstlichen Hauses. Die in etwa hundert Männer zählen zur päpstlichen Familie.

## Geschichte

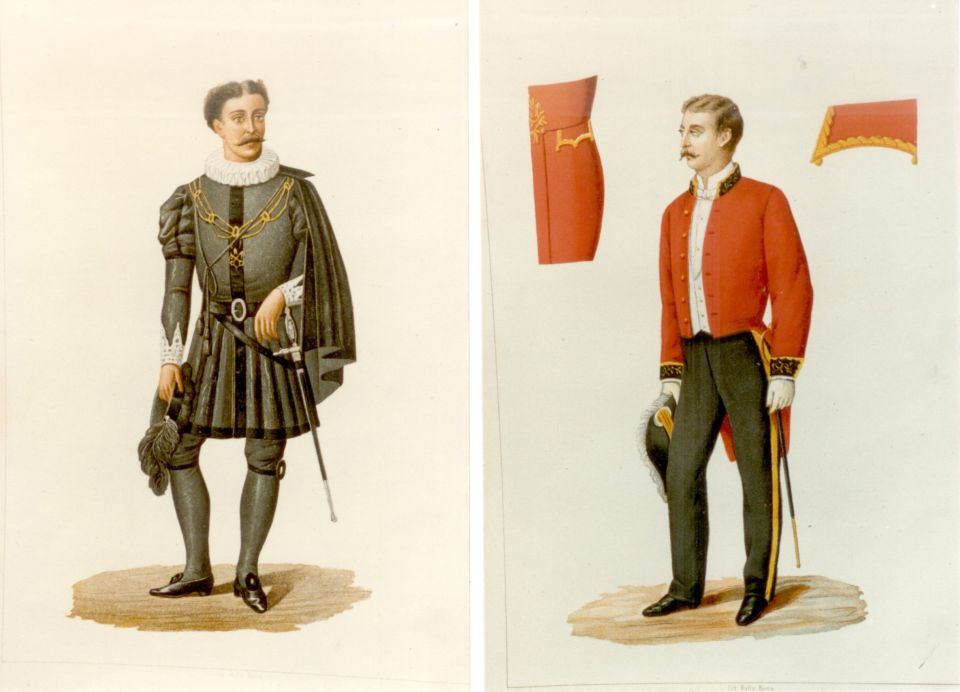
Alfonso Giorgi (7. März 1824 – 31. März 1889) in Uniformen der Camerieri Segreti di Spada e Cappa zur Zeit des Pontifikats von Pius IX. (1846–1878). Das linke Bild zeigt die spanische Hoftracht.

Vor der Reform des päpstlichen Haushalts gab es unter den Päpstlichen Kammerherren die nicht dem Klerus angehörenden Camerieri Segreti di Spada e Cappa Partecipanti („wirkliche Geheimkämmerer mit Degen und Mantel“), die Camerieri Segreti di Spada e Cappa („sonstige Geheimkämmerer mit Degen und Mantel“) und die Camerieri d'Onore di Spada e Cappa („Ehrenkämmerer mit Degen und Mantel“). Sie trugen meist spanische Hoftracht. Größtenteils stammten die Mitglieder aus italienischen adeligen Familien bzw. aus dem päpstlichen Adel, viele von ihnen nahmen schon längere Zeit Funktionen in der päpstlichen Familie wahr.
Durch das Motu proprio mit dem Titel Pontificalis Domus vom 28. März 1968 wurden daraus die Gentiluomini di Sua Santitá.

## Gegenwart
Heute tragen die Gentiluomini schwarzen Frack und eine dreireihige goldene Amtskette, die mit den päpstlichen Insignien, der Tiara und den gekreuzten Schlüsseln Petri, geschmückt ist (Wappen der Vatikanstadt).
Die im Elenco („Verzeichnis“) aufgeführten Gentiluomini sind, im Gegensatz zu früher, meist bürgerlicher Herkunft. Die Funktion ist nicht vererbbar und endet nicht mit dem Pontifikat eines Papstes. Die jeweiligen Würdenträger sind im Annuario Pontificio, dem päpstlichen Jahrbuch, gelistet. Zu ihnen gehören während ihrer Amtszeit auch jeweils die drei ranghöchsten Offiziere der Schweizergarde.
Die Edelleute stellen die unmittelbare Begleitung der Besucher des Papstes. Während der Vier-Augen-Gespräche betreuen sie das Gefolge des Besuchers. Dies erfolgt sowohl im Vatikan als auch in Castel Gandolfo. Bei feierlichen Gottesdiensten im Petersdom weisen sie den Ehrengästen und den Angehörigen des Diplomatischen Corps die reservierten Plätze zu. Auch bei den wöchentlichen Generalaudienzen, Audienzen, Veranstaltungen und Konzerten in der Vatikanischen Audienzhalle stehen sie dem Papst hilfreich zur Seite.
Papst Franziskus gab im Jahr 2013 bekannt, dass er beschlossen habe, keine Gentiluomo di Sua Santità mehr zu ernennen, und setzte somit den § 7 von Pontificalis domus zeitweilig außer Kraft.